# 聖境預言書
聖境預言書（英語：The Celestine Prophecy），又譯圣境预言书、天神的預言、上天的预言，是美國作家詹姆士‧雷德非1993年出版的小説。同名電影於2006年上映。截至2012年，《聖境預言書》共有三本续作，包括：《塞莱斯廷预言II－第十种洞察力》、《圣境香格里拉》、《第十二個覺悟：找回和諧有序的身心靈合一之旅》。《聖境預言書》一共提到了九条真知，三本续作各提到一条真知。
《塞莱斯廷预言》讨论了很多源自古代东方传统和新纪元运动的心理学和灵性的观点。本书以第一人称叙述了主人公在秘魯的旅行，以及其探索并理解一系列古老手稿中的真知的过程。

## 内容简介
故事开始于主人公约翰（John Woodson）与前女友沙琳（Charlene Billings）的再会。沙琳告诉他最近在秘鲁发现了一份公元前600年的手稿，手稿中的内容是一系列真知和对将来的预言。这引起了约翰的好奇心，他决定立即去秘鲁。在飞机上，她遇到了同样对手稿有兴趣的历史学家多布森（Wayne Dobson），并了解到秘鲁的政府和天主教会中一些有权势的人物欲阻止预言和真知的传播。一到秘鲁，他们就遭到警察的追杀而走散。最后，约翰被威尔（Wilson James）所救，而多布森生死不明。
在威尔的带领下，约翰开始按顺序一个一个地学习真知，经常在读到内容之前就体会到了它的意义。同时，他们也因警察和教會的追捕而展开逃亡。最终，约翰理解了前九条真知并返回美国，下决心要找到第十条真知。书中的每一条真知只提到了简单的概括，详细内容需要通过故事情节来理解。九条真知的不完整翻译就有20页长。
在小说中，玛雅文明在秘鲁留下了一片废墟，废墟中埋藏着这些手稿。玛雅人他们达到了足够的“能量振动级别”，跨越障碍进入了完全精神的世界。之后，印加人在废墟上建立了新的文明。

## 后续作品

### 第十种洞察力
在《塞莱斯廷预言》故事的结尾，主要人物威尔成功地保持住了较高的能量水平，在来世空间作了一番探索。续集《第十种洞察力》主要讨论了其他空间、生死轮回、来世的情景。它向我们展示了作者对人类命运的观点，也警告我们对将来的恐惧严重阻碍了地球上灵性的复兴。
本书中的故事开始于沙琳的失踪，主人公为寻找沙琳而来到了阿巴拉契亚山脉的原始森林中经历了一番探险。在故事中，每一个个体的灵魂都是一个更大的“魂群”的一部分。所有魂群都有一个任务，即是促进宇宙的演化。每一次，魂群中的一个在根据需要选择了生活条件之后便降生尘世，同时魂群中的去他灵魂则在来世进行观察。每一个灵魂在他周围创造了一个现实，并给这个灵魂本身带来一系列的结果。这个结果取决于当初的选择，并将不仅影响到尘世，也将影响到来世。
地球上，人们认为启示录中的预言即将变成现实，这将给人们带来恐惧。当恐惧蔓延之后，一个反基督的独裁者将要崛起，并且不会被推翻。为了抵抗这种阻碍灵性复兴的观点，主人公坚持着他们自己的乌托邦般的“全球想象”，并用它来使对手悔悟。

### 圣境香格里拉
在此书中，主人公在西藏的深山中寻找圣境香巴拉（Shambhala，又叫香格里拉）。而要到达那里，就必须先将灵气提高到足够高的水平。本书阐述的是有关人类祷告能量的事实，这种能量可以提高生活中机缘巧合的发生概率，也可以影响未来发生在我们身上的事。

## 真知（目录）

### 第一条真知：大众觉醒
在人类文化中，正在进行着一种新的精神上的觉醒。越来越多的人感受到，生活其实是一种精神性的展现，偶然事件引领着人们的生活。简而言之，要相信直觉，更加关心在身边发生的“奇怪的”或“偶然的”事件。

### 第二条真知：漫漫千年
这种觉醒意味着要建立一种新的、更完整的世界观，要改变那500年来以世俗的生活舒适为目的的世界观。由技术革新而创造的世俗生活是重要的，但对生活中偶然事件认识的觉醒使这个星球的人们认识到生活的真正意义和宇宙的本质。

### 第三条真知：能量问题
我们于是意识到，我们在其中生活的不是物质的宇宙，而是充满了相互作用的能量的宇宙。任何东西都是一个我们可以感觉到的神圣的能量场。我们人类可以通过将注意力集中在某个方向来释放能量，能量随着我们的注意力转移，影响着其它的能量系统并增加偶然事件发生的速度。人们可以看见包裹着所有生物的能量。

### 第四条真知：权力之争
为了获得能量，我们经常强迫他人注意我们并给我们能量。当我们成功地控制他人给我们能量时，我们会感到更有力，但他人会因此变得更加虚弱，有时还会进行反击。对人类身上本已稀少的能量的争夺，导致了人与人之间所有的冲突。

### 第五条真知：神秘信号
当我们感受到内心中与神的能量的连接时，不安和暴力就消失了。每一种文化、每一种宗教中的神秘主义者都曾描述过这种连接。随着爱产生的光亮和漂浮的感觉是这种连接的体验。如果这种体验存在，那么这种连接就是真实的。

### 第六条真知：认清过去
我们保持这种连接的时间越长，当由于压力等原因失去这种连接时的感受就越强烈。这时，我们就会看到我们自己是如何窃取他人能量的。我们一旦对此保持警觉，我们就能更持久地保持这种连接，就能够发现我们的进化道路，以及精神上的能为世界作出的贡献。
世界上一共有四种“控制戏剧”，分别叫做威胁者、审讯者、冷漠者、可怜者。任何一个人都倾向于使用其中一个控制剧来吸取他人的能量。

### 第七条真知：汇入洪流
知道我们的个人的使命之后，就进一步加快了机缘的发生，我们被引领着迎接将来的命运。首先，我们遇到了一个问题，然后，梦、白日梦、以及直觉引导我们获得答案。这答案通常是由偶然遇到的另一个人的智慧提供的。

### 第八条真知：人际伦理(鼓舞)
我们可以增加这种重要的偶然事件的发生，只需要我们用能量鼓舞遇到的每一个人。我们必须注意不能因为和他人的浪漫关系而失去与神的能量的内在联系。当一个小组内的每一个人都能感受到所有其他的能量时，这种鼓舞的效果是最有效的。这种鼓舞对于儿童尤其重要，有助于他们早年的安全与成长。我们在每个人脸上看到美丽时，就使他人提升至最充满智慧的自我，也最有可能给我们带来珍贵的信息。

### 第九条真知：新兴文化(機器人時代)
当我们向着最圆满的精神进化，技术性的物质生活将完全自动化，人们开始关注精神上的成长。这种成长将使人们进入更高的能量级别，最终将他们的身体转变为纯精神的形式，尘世和来世空间将会统一，生死轮回也将终止。

### 第十条真知 如何創造萬物
第十条真知出现于《塞莱斯廷预言II－第十种洞察力》，这是塞莱斯廷预言的续集。
第十条真知实际并没有被写下，只能通过对前九条真知的理解和经理(經歷)才能获得。整个人类的历史中，人们不知不觉地努力在地球上创造来世的精神境界。我们每个人都身负使命，当我们理解这一点并将之化作觉悟，我们就能更完整地忆起将陪伴我们一生的生的想象。进一步地，我们能记忆起大家将共建灵性文化的“全球想象”。我们知道，我们的任务就是在每天的计划和祷告中坚持这想象。

### 第十一条真知 穩定萬物因信而生
第十一条真知出现于《圣境香格里拉》，这是塞莱斯廷预言系列的第三部。
第十一条真知是我们坚持这想象的具体方法。几个世纪以来的宗教经文、诗歌、和哲学到指出了我们之中潜在的意识的力量，这种力量神秘地帮助我们创造未来。这种力量叫做信仰的力量、思考的力量和祷告的力量。我们认真对待这种力量，将它解释给公众。我们发现，这种力量是来自我们内心的意念，它可以被扩大、被加强，尤其当我们和他人有着共同愿望的时候。通过这种力量，我们坚持这对精神世界的想象，在我们和他人中创造能量，并将想象变为现实。

### 第十二個覺悟
第十二個覺悟出現於《第十二個覺悟：找回和諧有序的身心靈合一之旅》，這是聖境預言書系列的第四部。

## 出版情况
《塞莱斯廷预言》原先是由作者詹姆士‧雷德非个人出版的， 在售出100,000本之后由华纳图书负责出版。
截止2008年3月，在世界范围内共售出超过2300万本（参见暢銷書列表），翻译为34种语言。2006年还制作成同名电影上映。詹姆士‧雷德非后来有出版了后续作品：《塞莱斯廷预言II－第十种洞察力》（1996年）、《圣境香格里拉》（1999年）和《第十二個覺悟：找回和諧有序的身心靈合一之旅》(2011年)。

## 对本书的批评
《塞莱斯廷预言》被读者广泛接受，持续165周上榜纽约时报畅销书榜。《塞莱斯廷预言》也受到了一些批评。大多数批评来自文学团体，他们认为本书的故事情节没有得到很好的发展，仅仅是传递作者关于灵性的观点的工具。詹姆士‧雷德非承认了这点，但他认为这本书不是小说，他的目的是将故事写成寓言的形式。
批评还指向作者大量使用主观验证和具体化来处理推动剧情的偶然事件，过多地解释精神的理念而不是传统地声如角色和剧情的发展。
也有人批评作者使用了不合理的解释，以及有些情况下使用了完全没有解释的“事实”。例如玛雅文明的位置是现代的秘鲁，而不是中美洲，而且手稿写于公元前600年的秘鲁的丛林中，但却使用亚兰文书写。这将古希伯来和古代玛雅文明组合在一起。另一种批评直接针对这本书太过于简单地解释了人类的存在和生命的重要问题。